# 戰場女武神系列角色列表
本條目主要介紹由日本遊戲公司世嘉製作的遊戲《戰場女武神系列》此架空世界中的登場人物。
- 作品使用架空的曆法征曆為紀年，以虛構的歐洲為舞台展開故事。在以戰爭為主題的同時也有幻想的要素。
- 此系列目前僅有《戰1》及《戰4》有官方中文譯名，其他作品在不同地區皆有不同非官方譯名，因此建立女武神系列的公共轉換群組：Valkyria，此條目編寫採用已有的官方中譯與通用譯名。
- 《蒼藍革命之女武神》雖為此系列作品，但與其它戰場女武神系列作品並非相同世界觀，因此並沒有收錄在此條目中。

相關作品簡稱
| 《戰》  | ：戰場女武神全部系列作品的統稱 |
| 《戰1》 | ：戰場女武神                   |
| 《戰2》 | ：戰場女武神2                  |
| 《戰3》 | ：戰場女武神3                  |
| 《戰4》 | ：戰場女武神4                  |

## 角色設計
系列中登場的主要人物和服裝設計由本庄雷太負責，其他的副角色是由世嘉的工作人員設計的。作品的年代設定雖然是1930年代，但與現實世界的西曆1930年代不同，為了給登場人物的服裝穿出夢幻的復古感，以第一次世界大戰的軍服為主題；同時也具備幻想的要素，並且有著被稱為「女武神」的虛構人種登場。
另外敵方東歐帝國聯軍的原型是德國和俄羅斯。

## 戰場女武神

### 加利亞公國

#### 第七小隊
威爾金·君塔（Welkin Gunther，聲：千葉進歩）
- 22歲。加利亞公国義勇軍第七小隊隊長，裝甲兵，坦克「雪絨花（Edelwess）」號車長，後晋升至少尉。

性格悠閒、溫和。喜歡大自然，對自己不感興趣的東西不太關心。喜歡觀察動植物，採集昆蟲，大學裏專攻自然科學。從這些知識裡，常常有令人意想不到的作戰方案，擊退帝國軍。其父貝爾根·君塔將軍是第一次歐洲大戰時加利亞公國的英雄。
《戰1》多次指揮第七小隊取得勝利，在亞莉希雅的女武神之血爆走之際對其告白，喚回了亞莉希雅，戰後與艾莉西雅結婚並實現了擔任教師的夢想。育有一女取名伊莎拉。
《戰2》到王立軍官学院任教，傳授主角亞邦多種指揮方面的知識（Order）。
《戰3》率領第七小隊和422部隊進行合作，負責突破戰線好支援正規軍，因率領第七小隊的戰果所展現的能力所致，一度被災厄烏鴉的達蒿盯上，被列為狙殺目標，之後第七小隊與災厄烏鴉對決，粉碎了達蒿的野心。
其姓氏Gunther有「戰鬥」和「軍隊」的意思。其名字「Welkin」的來源為羅馬共和時期，抵抗羅馬軍隊的英雄「Vercingetorix」。
《戰4》通關限定版DLC劇情後跟雪絨花號可以加入E小隊成為我方戰車出擊
亞莉希雅·梅爾吉歐特（Alicia Melchiott，聲：井上麻里奈）
- 19歲。中士。特長為烤麵包，夢想是開一家麵包店。

有強烈的正義感、可靠，喜歡關照他人。儘管最初對漫不經心的威爾金有些困惑，不久便被他的人品吸引。
《戰1》時多次受傷卻能迅速復原，而後被法迪歐狙擊射傷時，女武神之血覺醒，證實其實是瓦爾裘利亞人。戰後嫁給威爾金為妻，改姓君塔，並開了一間與自己同名的麵包店。
《戰2》到加利亞王立軍官學校小賣部任職。
《戰4》通關限定版DLC劇情後可以加入E小隊成為我方偵查兵隊員出擊
伊莎拉·君塔（イサラ・ギュンター，Isara Gunther）　聲：桑島法子
- 16歲。坦克雪绒花號駕駛員，下士。

達爾克斯天才技師提馬的女兒，父親死後成為君塔將軍的養女，威爾金的義妹，義勇軍第七小隊成員。
《戰1》征曆1935年8月23日於馬爾貝里海岸戰役遭帝國軍偷襲而死。
《戰3》第七小隊與422部隊第一次合作時，曾經提供伊姆卡關於個人專用兵器「瓦爾」的改良建議。而後獨自一人向克爾特等人，請求支援陷入死地的第七小隊。曾與伊姆卡約定過再會，然而在伊姆卡完成瓦爾後，她卻已不在人世。
《戰4》通關限定版DLC劇情後可以加入E小隊成為我方擲彈兵隊員出擊
蘿姬（Rosie，聲：皆川純子 /豐口惠(遊戲)）
- 27歲。下士。突擊兵。

性格頑固討厭拐彎抹角，第七小隊大姐頭般的存在。另一方面，也有著酒館歌姬等女性的一面。本名為布莉姬·史塔克。
第一次歐戰時，父母捲入帝國軍狩獵達魯克斯人的行動中而雙雙喪命，因而痛恨達爾克斯人的前酒場歌姬，因為第二次歐戰爆發的關係故中斷了唱歌的夢想，一開始對身為達爾克斯人的伊薩拉頗為厭惡，但隨著劇情演進而逐漸改變了自己的想法。
《戰1》在伊莎拉去世後，原諒了達爾克斯人，並發誓要繼承伊莎拉遺志。
《戰4》通關限定版DLC劇情後可以加入E小隊成為我方突擊兵隊員出擊
勞格・波特爾（Largo Potter，聲：乃村健次 /江川央生(遊戲)）
- 36歲。中士。反戰車兵。

曾經參與第一次歐戰的老兵，雖然有多次晉升機會卻均辭退，繼續留任現在的職位。對於蔬菜非常講究的男人，只要談論到蔬菜有關的問題，就會滔滔不絕的講著。
當初進去時只知道保家衛國的大兵，直到艾雷諾雅入隊後才開始有戀愛的自覺，但她本人卻不知道。而後在他的朋友殉職後，就把這份心意隱藏起來，直到現在還是喜歡她。在動畫中只有對威爾金說溜嘴，其實是個外剛內柔的人。
《戰1》在二次歐戰結束後終於鼓起勇氣向艾雷諾雅求婚。
《戰4》通關限定版DLC劇情後可以加入E小隊成為我方反戰車兵隊員出擊
札卡（Zaka，聲：中井和哉）
- 33歲。軍曹。坦克「沙姆洛克（Shamrock）」號車長。

在動畫第13章首次登場，因為不滿帝國軍的高壓管治而私下開始從事反抗之事，在第七小隊來之前都有零星反抗但都沒有下文。
而在伊莎拉去世後，取代她的職位。戰後為了讓飽受戰爭迫害的孩童們能有個愉快的童年，於法烏贊開了一間玩具工房。
曾經對蘿姬說過：「不要小看達魯庫斯人，其實我們手都很巧的」。

#### 第七小隊·伊蒂分隊
於追加斷章「伊蒂分隊大作戰！」中擔任主角，而在動畫版中除了琳恩以外，其餘成員一開始就加入第七小隊之中。
伊蒂·尼爾遜（Edy Nelson，聲：鹿野優以）
- 突撃獵兵，自稱分隊長

在精靈節之際時贈送禮物霍馬，而在DVD追加話數可以知道對他其實有好感。
《戰1》結局由於歌藝嚴重低下，因此轉行當演員，以成為國民女演員的目標而努力。
《戰4》通關先行生產版DLC戰鬥後可以加入E小隊成為我方突擊隊員出擊
荷馬·皮爾羅尼（Homer Pieroni，聲：庄司宇芽香）
- 支援獵兵

溫和之人，在隊伍中通常比較屬於無意見派，被伊蒂喜歡著，但本人並不知情，直到精靈節那天才開始慢慢察覺到。
《戰3》中證實為無名部隊隊員蕾菈的親弟弟。
蘇姬·艾邦斯（Susie Evans，聲：戸塚利絵）
- 偵察獵兵

貴族大小姐，對於戰場仍沒有下定開槍的決心。
楊·沃克（Jann Walker，聲：平井啓二）
- 反戰車獵兵

在動畫中疑似對拉魯高有好感
瑪莉娜·沃夫斯坦（Marina Wulfstan，聲：臺奈津樹）
- 狙撃獵兵

第七小隊中的陷阱高手，設置陷阱幾乎都是靠她在設置的。
常照顧於動畫第5章收養的飛天豬。
琳恩（Lynn，聲：川庄美雪）
- 突撃獵兵

卡洛斯的未婚妻
遊戲中由於擁有再次攻擊的技能，為《戰1》最強突擊兵。

#### 動畫版第七小隊隊員
動畫從遊戲中可招募的義勇軍成員之中，選出下列四人為第七小隊隊員。
奧斯卡·貝萊特（Oscar Bielert，聲：外村茉莉子）
狙撃兵，上等兵
兄弟之中的哥哥，在第七小隊中屬於比較強勢的人(遇到弟弟的事情就更加強勢)。
艾米魯·貝萊特（Emile Bielert，聲：日比愛子）
狙撃兵，上等兵
兄弟之中的弟弟，在第七小隊中較為弱勢，屬於體弱多病型的。
卡洛斯·蘭恰特（Karl Landzaat，聲：坂熊孝彦）
支援兵，上等兵
愛紗·諾曼（Aisha Neumann，聲：井上ひかり/伊藤加奈惠(遊戲)）
突撃兵，上等兵
外觀看似小孩子，其實還算很強的，但在動畫中比較少出現的人。

#### 義勇軍
艾雷諾雅·巴洛特（Eleanor Varrot，聲：田中敦子）
- 義勇軍第3中隊的中隊長，上尉。

與勞格在第一次歐戰時隸屬同一小隊，兩人曾有聯手擊破5輛戰車的戰績，現在雙方雖然是長官與部下的關係，但彼此之間仍然有著相當深厚的信賴。過去的戀人弗雷迪利克戰死後一度被復仇的慾望支配，但在勞格的努力與支持下，最後擺脫了仇恨的束縛。
《戰1》戰後受到勞格的告白，驚訝之餘很是感動，最後接受了勞格的求婚。
法迪歐・藍札特（Faldio Landzaat，聲：櫻井孝宏）
- 23歲。威爾金大學時代的好友，義勇軍第一小隊隊長，後晉升為少尉。

學習考古學時候認識威爾金，雖然兩個性格完全不同，不過卻意氣相投，作為同學有很深的交往。喜歡歷史，對世界遺產與遺跡非常熟悉，認得古代古諾燦文字。
《戰1》爲了引出亞莉希雅的瓦爾裘利亞力量，狙擊了亞莉希雅，並將從博物館偷來的槍盾給了她。最後阻止了麥斯米蘭的自爆行動，因為愧疚攻擊亞莉希雅的行為，犧牲自己與麥斯米蘭同歸於盡。動畫版劇情中加入暗戀亞莉希雅的情愫，最後犧牲自己爆破人造女武神系統。
拉瑪爾·瓦爾特（Ramal Valt，聲：成瀨誠）
- 軍曹，突擊兵，第一小隊下士官，非常仰慕隊長法魯迪奧。

曾經因為伊莎拉是達魯庫斯人而對她有所顧忌，後來漸漸喜歡上伊莎拉。
動畫版原創角色，第20話為救隊長法魯迪奧而犧牲。

#### 加利亞政府與正規軍
寇蒂莉雅·基·蘭德古利茲（Cordelia gi Randgriz，聲：能登麻美子）
- 加利亞公國的皇女，現任統治者。

《戰1》如傀儡一般受到大臣的操控，在與威爾金及第七小隊談話後決定以自己的意志前進，結局前揭露了皇室一直隱瞞的身分是百年前一部分決定投降瓦爾裘利亞人，背叛了同胞的達爾克斯人。
《戰2》因達爾克斯人的身分公開之後，激起嘉賽納家族叛亂的野心。
馬烏利茲·伯格（Maurits von Borgr，聲：柴田秀勝）
- 加利亞公國宰相。

對於蘭德古利茲一家有些為不滿，和聯邦特使與加利亞革命軍聯手，想要把公主流亡到聯邦。但後來失敗了。最終章想投靠麥斯米蘭，但被後者以不忠不義爲由處決。
格魯克·達蒙（Georg Damon，聲：鹽屋浩三）
在動畫中雖然是大官之位的人，但卻是極為腐敗的官僚制度之下的將軍，紙上談兵之多，實際在戰場上卻很少。

#### 民間人士
伊蓮娜·艾蕾特（Irene Ellet，聲：進藤尚美）
GBS廣播電臺隨軍記者，取得情報的技巧一流，對主角所屬的第七小隊非常感興趣，遊戲中亦扮演情報提供的角色。戰後結婚改姓為寇拉。

### 東歐洲帝國聯合
麥斯米蘭·蓋烏斯・馮・雷金雷布（Maximilian，聲：福山潤）
- 帝國皇子，帝國軍上將。帝國軍加利亞進攻部隊的總司令。

帝國的準皇太子，典型的能力至上主義者，只要是有才能的人無視出身一律晉用，對於自己的部下只重視能力而不關心其他的部份。
《戰1》因其庶出的身分，幼時的生活過得並不是很快樂，母親也遭到殺害，使他憎恨著帝國，進攻加利亞的最主要目的也是為了取得隱藏在首都內的古代兵器「女武神聖槍」，透過奪取聖槍與加利亞，自立為王向帝國復仇，並打算擄獲亞莉希雅。在陸地戰艦上的決戰中，因爲瓦爾裘利亞系統的能量源被法迪歐切斷，最後與法迪歐同歸於盡。
塞貝莉雅·布雷斯（Selvaria Bles，聲：大原沙耶香）
- 麥斯米蘭最忠誠的部下，帝國軍上校，瓦爾裘利亞人。

曾經在帝國的瓦爾裘利亞研究所受到非人的待遇，在被麥斯米蘭救出研究所後對其抱持著絕對的忠誠與近乎崇拜的愛情，然而麥斯米蘭對此毫不關心。
《戰1》在與同爲瓦爾裘利亞人的亞莉希雅的戰鬥中落敗，成爲麥斯米蘭引誘加利亞正規軍的誘餌，最終在邊境要塞以女武神之力自爆而亡，達成了瞬間消滅加利亞公國的主力部隊的目的。
《戰3》在422部隊的劇情中，揭露她正是伊穆卡的復仇對象「被蒼炎包覆的惡魔」，因女武神實驗時發生意外，進而毀滅了本作女主角伊姆卡的故鄉。
《戰4》通關DLC劇情(兩個女武神)後可以加入E小隊成為我方隊員出擊，劇情為接應克萊瑪莉亞到帝國軍的故事。
本系列中為玩家間人氣最高的角色。
卡爾·歐札瓦爾德（Carl Aosabaer，聲：岡本寬志）
- 軍方上層派來支援塞貝莉雅的輔佐官，在一開始害怕身為蒼之魔女的長官，但在後來發現其實並沒有想像中的恐怖而開始對她有好感。

《戰1》動畫原創劇情中因塞貝莉雅殉職一事而找麥斯米蘭理論，卻被麥斯米蘭開槍射殺，最後死於腹部中彈流血過多身亡。遊戲中於斷章登場，名字為卡爾· 歐札·瓦爾德，跟隨塞貝莉雅的作戰之後獲得了鐵人歐札瓦爾德的稱號。
拉迪·葉格（Radi Yaeger，聲：大塚明夫）
- 帝國軍少將，加利亞侵攻部隊指揮官。出身自被帝國毀滅的菲拉特王國，為了復興祖國而為帝國軍而戰。

有點花花公子的型像，但在軍事上卻有著和威爾金同樣的謀略。在古雷高魯事件之後開始思考，侵略加利亞公國一事是否為正確之事。
《戰1》在麥斯米蘭駕駛陸地戰艦闖入加利亞首都後，負責在橋頭攔截義勇軍。在其座駕被擊毀後，他領悟到保家衛國精神的強大，於是脫離帝國軍回到自己的國家菲拉特。
貝爾赫特·古雷戈爾（Berthold Gregor，聲：大塚周夫）
- 帝國軍少將，能徹底執行帝國為基準點貫徹始終的人。

有帝國「惡魔」的稱號，意指在進行作戰，會給敵人呈現最恐怖的攻擊模式，直到敵人完全殲滅為止。貴族出身的將領，對帝國有著極高的忠誠心，與帝國一樣對於達爾克斯人相當沒有好感。
《戰1》在與義勇軍的戰鬥中，由於高架橋被爆破，他與武裝列車一同墜河而死。
克蕾曼緹亞·佛斯特（Clementia Forster，聲：小山茉美）
- 戴著眼鏡穿著白袍，一頭亂髮的女研究員。

帝國的瓦爾裘利亞研究學家，認為自己的研究工作就是一切，個性十分冷酷理智的女性，在帝國的瓦爾裘利亞研究所中進行過許多殘酷的實驗，也是塞貝莉雅覺醒的關鍵人物之一。
《戰1》於動畫版第24話塞貝莉雅的回憶中登場
《戰2》第一次正式登場，擔任藍席爾王立軍官學校教職人員。
《戰3》與莉艾拉首次見面時便看穿她具有瓦爾裘利亞血統，並送給她女武神的槍與盾，雖然因為莉艾拉女武神之力不完全而感到有些失望，但為了收集更多資料而將槍與盾留在她身邊。

## 戰場女武神2

### 藍席爾王立軍官學校

#### G班
亞邦·哈汀斯（Avan Hardins，聲：吉野裕行）
- 本作男主角，G班班長，17歲。

有著一頭紅髮的熱血青年，相當憧憬與尊敬自己的親哥哥里昂，由於父親在年幼時病逝，因此對其而言，身為哥哥的里昂同時也有著父親的形象。
《戰2》為尋找哥哥犧牲的真相而進入藍席爾王立軍官學校就讀。
《戰3》時為故鄉的自警團團員，因莉蒂亞指揮巨型重裝戰車要塞襲擊故鄉而促使他向422部隊求救。
塞利（Zeri，聲：神谷浩史）
- 突擊兵，17歲。

達爾克斯族的少年，性格沉著冷靜，但提到關於種族歧視的話題就會失去平日的冷靜。
《戰2》進入藍席爾王立軍官學校就讀。與熱血的亞邦相反，希望成為英雄，扭轉世人對達魯克斯人的看法。
《戰3》由於居住在加利亞人較多的地方，時常遭受地方居民的霸凌，某日因克爾特的拔刀相助，讓他有了加入自衛隊的想法，更因422部隊出手拯救了他的故鄉，進而決心加入公國正規軍，之後為了得到他人認同而比別人更加倍努力，意外地有著討厭輸掉的一面。
柯潔特·科爾哈斯（Cosette Koolhaas，聲：喜多村英梨）
- 支援兵，17歲。

本作女主角，個性迷糊，但夢想成為醫師，並能為周遭帶來歡笑的開朗少女。
《戰2》進入藍席爾王立軍官學校就讀。
《戰3》是避難營裡工作的少女，由於雙親在帝國軍攻擊時死在自己面前，造成心靈創傷讓她視覺發生異常，無法看到與血液相近的紅色，但她仍以成為醫生為目標而努力。
愛麗雅絲（聲：戶松遙）
- 擁有長鞭狀的瓦爾裘利亞之槍與盾的神秘瓦爾裘利亞少女，

《戰2》後期加入G組，為偵查兵，以保護最重要的人為信念使用瓦爾裘利亞之力，終章與G組一起從藍席爾王立軍官學校畢業。
莉柯瑞絲·尼爾遜（Licorice Nelson，聲：鹿野優以）
- 突擊兵，前作「分隊長」伊蒂·尼爾遜的妹妹。

傲慢的語氣跟她的姊姊有些相似，但卻知道自己還有很多尚待努力的地方，目標是成為偶像的熱血少女。
英文版名為安妮賽特(Annisette)

#### A班
尤莉雅娜・艾貝爾哈特（Juliana Everhart，聲：白石涼子）
- A班班長

加利亞貴族名門艾貝爾哈特家千金，擔任學校菁英班A班的班長，具有極高的自信心與領導能力。
《戰2》一度輕視G班成員和班長亞邦，後來喜歡塞利。
《戰3》曾與義勇軍的里昂共同作戰過，並立下了要再次見面的約定。

#### 教職人員
休伯爾·布裏克薩姆（Huber Bricksom，聲：置鮎龍太郎）
- G班導師

本來是一位優秀的軍人，在加利亞軍中有著「蒼之死神」名號的優秀狙擊兵，射擊技術極為高超，並且有著很重的好奇心，喜歡管別人的閒事。
《戰2》因眼睛受創而轉任教職，為了讓G班了解戰場的殘酷無情，對亞邦他們採取冷淡無情的態度。
《戰3》曾因好奇心與本作女主角莉艾拉有些許的互動。在那吉亞平原會戰時眼睛受傷造成視力嚴重受損，因而決定退役，戰後成為藍席爾王立軍官學校的教師。
羅倫斯·克萊法特（Lawrence Kluivert，聲：青野武）
- 藍席爾王立軍官學校校長

軍人世家出身，因受傷之故而由前線將官轉任校長
克蕾曼緹亞·佛斯特
詳細請參考克蕾曼緹亞·佛斯特條目。
教職人員。

### 加利亞革命軍
吉爾伯特·嘉賽納（Gilbert Gassenarl，聲：銀河万丈）
- 加利亞革命軍總統

加利亞名門嘉賽納的當家伯爵，排斥達魯克斯人，以取代蔻蒂莉亞大公，統治加利亞公國為目標。
《戰2》後因理念不和，為巴爾德倫所殺害。
巴爾德倫·嘉賽納（Bardlen Gassenarl，聲：綠川光）
- 加利亞革命軍步兵指揮官。加利亞公國貴族出身，嘉賽納家的長男，抱持著遠大理想的優秀軍人。

《戰2》深刻認為有必要改革軍方高層的腐敗現象，但卻因為兩次的敗戰以及批評軍方高層的緣故，而從上校被降格為中校。發起革命的目標是排除所有達魯克斯人，建立由純正加利亞人所組成的國家。
《戰3》無名部隊曾負責支援其指揮的戰役，但在大局上敗戰而不得不撤退，之後對使用無名部隊來執行見不得光的任務的正規軍高層失望透頂。
奧德蕾·嘉賽納（Audrey Gassenarl，聲：川澄綾子）
- 加利亞革命軍機甲部隊指揮官

嘉賽納家的長女，巴爾德雷的妹妹。以前任職於正規軍時，被帝國軍稱為「鋼馬的女武神」，尤古德教的虔誠信徒。
與熱血派的兄長不同，屬於冷靜思考的理智派，在政治和軍事方面都具有非凡的才能，但因為同樣得負擔起兩次敗戰責任，而從中校降格為少校。
迪爾克·嘉賽納（Dirk Gassenarl，聲：保志總一朗）
- 加利亞革命軍特殊部隊指揮官

對外號稱是嘉賽納總統的次子，率領著擁有強大破壞力的人造瓦爾裘利亞部隊，自己也穿上包覆全身的專用瓦爾裘利亞裝甲。
真實身分是里昂·哈汀斯
里昂·哈汀斯（Leon Hardins，聲：保志總一朗）
- 義勇軍第3中隊第4小隊的軍官，亞邦的親哥哥。

是個勇敢又能力優秀，具有英雄素質的男人，戰爭中立下的功績使他在戰後被稱為「紅色獅子」。
《戰2》在多次的人造瓦爾裘利亞的實驗中遭洗腦失去自我，成為嘉賽納家的傀儡，臨死前回復意識並見到了弟弟亞邦的成長後安心離世。
《戰3》由於隊長陣前逃亡而代理第4小隊的隊長，與無名小隊的克爾特等人並肩作戰。

## 戰場女武神3

### 加利亞公國

#### 422部隊（無名部隊）
第一次歐洲大戰時創立的特殊行動部隊，與一般正規部隊不同，專門執行後方擾亂、破壞工作、諜報、拯救人質等等特殊任務，特徵是由少數人員執行高難度任務。
一開始原本是由精銳老兵所組成，但因為總是執行高難度任務的緣故而使得人員折損率過高，因此後來逐漸轉變成專門安插問題人物（通常是違反軍規）與罪犯的部隊，後期經由克爾特統御之手，蛻變為加利亞公國中的最強部隊，實際上，的確沒有任何部隊能與之為敵，在加利亞公國的眼中，這是一支過於神秘的特種部隊。
由於隊員幾乎全是問題人物與罪犯之類受懲罰之身的關係，所以有著違反軍規就可以槍斃的嚴厲罰則，在正規軍中的地位也是最低下的。又因為通常執行的是見不得光的任務，因此這支部隊的一切行動均不會留下正式紀錄，所有的隊員不以名字而以代號互相稱呼，故被稱為無名部隊（Nameless）。
422部隊是正式名稱，無名部隊則是正規軍對422部隊的蔑稱。
艾斯拉勾結帝國軍並暗中消滅422部隊未遂等黑幕曝光後被移送軍法審判，422部隊全員也因此得到特赦，部隊正式被編入正規軍中，也開始擁有軍隊歷史中的正式紀錄，但422部隊全員決定為了阻止一場前所未聞的世界危機，全體自主向指揮官克羅申請退伍，並決定自願除名、捨棄國籍等一切，原班人馬以真正的「無名者」身分構建獨立的「無名部隊」進行最後的戰鬥後，就此從加利亞的歷史上完全消失，之後，沒有人知道這支神秘部隊的下落。
克爾特·歐文（Kurt Irving，聲：中村悠一）
- 本作的主角，代號07。422無名部隊隊長。

原是蘭德格利茲鎮上雜貨店的孩子，直到戰略才能被加利亞公國發現後，受到推薦進入藍席爾王立軍官學校就讀，多年後，以全校第一名畢業，同時也是該校歷代以來最高的成績畢業，被譽為無可撼動的王立軍校首席，屬於努力型的天才。
原本是前途一片光明的加利亞正規軍少尉，卻因為撿到上級與帝國私通的信件，並在不知情的情況下將信件交給本人，上級害怕事跡敗露而將他以叛亂的罪名貶到無名部隊，正好當時前代部隊隊長戰死，而由軍階最高的他繼任為新隊長。
個性嚴格又認真，決斷能力極強，就算一時迷惘也能很快找出方向。基本上是個理性的現實主義者，不相信任何不科學的事物。
作為指揮官是個非常優秀的人，但在與隊員的溝通交往上就有些不拿手，是靠與莉艾拉和伊姆卡的往來慢慢學習到的。
有著在發生不在自己預料中的意外事故時會拿出糖果用力嚼食的習慣。興趣為料理，會採取野生植物調配香料，不過尚未調出讓自己滿意的味道來。
雙結局中迎來了真正的和平生活，與莉艾拉或伊穆卡一同回歸民間，過著平凡幸福的日子。
莉艾拉·瑪爾榭利斯（Riela Marcellis，聲：遠藤綾）
- 雙女主角之一，代號13。

是瓦爾裘利亞的末裔，有著半紅半銀的長髮，暗示著自身不完全的女武神之力。原隸屬於義勇軍，但是過去待過的部隊卻接連全滅，只有她靠著瓦爾裘利亞血統的能力而獨自存活下來（但包括本人在內無人知道這件事），在短短的一個月內歷經五支所屬部隊全軍覆沒而被視為『死神』，遭到身邊的人嫌惡排擠，最後被送往無名部隊。
本是孤兒，被一對老夫婦撿回去當成他們的孫女，因為髮色的緣故受到他人的歧視，但祖父母無私的愛是讓她有獻身精神的由來。
會加入義勇軍是因為祖父母相繼過世，為了尋找自己的歸處而從軍，並把最後到來的無名部隊當成自己最後的歸處。
有著體重容易增加的體質，因為很喜歡喝牛奶而常常讓胸部變大導致衣服穿不下，多次試圖減肥卻沒有什麼成果，另外，味覺方面相當遲鈍。
喜歡克爾特，遊戲真結局結尾動畫之一與克爾特結婚，並向克爾特表明她是世界上最幸福的女人。
伊姆卡（Imca，聲：淺野真澄）
- 雙女主角之一，代號01。

達爾克斯族人，帝國人出身。故鄉在帝國境內，但自從故鄉被「蒼炎包覆的惡魔」所滅而走上復仇之路，長期流浪的期間看透帝國軍的所作所為後，自願加入無名部隊，是目前的無名部隊當中資歷最長的人。使用自製的特殊強力武器「瓦爾」，戰鬥實力堪稱無名部隊的王牌。
所用的專用武器「瓦爾」是由故鄉的狩獵用具為發想點所造，但直到和義勇軍第七小隊合作時和伊薩拉·君塔共同研究後才有了改進方案，當武器完成後伊姆卡再和第七小隊相遇時本想和對方道謝，但伊薩拉已經陣亡，伊姆卡於是用瓦爾對空射擊來悼念她。
除了復仇外完全不考慮其他事，和其他隊員也不怎麼來往，在之前也不聽從長官的命令而總是單獨行動。直到克爾特到任後為了獲得隊伍的指揮權而提出交換條件，並獲得了她的認可後才開始有了改變。
因為流浪的經歷相當怕冷，偏食情況嚴重，討厭咖啡，更不喜歡牛奶，尤其對菇類有著巨大恐懼感，理由是因為過去曾經誤食野生蘑菇而導致重度食物中毒。
喜歡克爾特，遊戲真結局之一，克爾特向其求婚，結尾動畫兩人於孤兒院，快樂的和孩子們一同生活。
古斯魯格（Gusurg，聲：桐本琢也）
- 代號06。

達爾克斯族人，出身自達爾克斯族的名門，年輕時曾學習過達爾克斯族的傳統劍術，雖然是戰車駕駛，但在白刃戰方面也頗為擅長。受到雙親的影響而致力於提升達爾克斯人的人權，因此被軍方當作危險份子移轉至無名部隊，在部隊中扮演大哥一般的存在，前代隊長戰死後曾被推舉為繼任的隊長，但他認為自己不具領袖素質而拒絕。
《戰3》後期認同達哈烏建立達爾克斯自治區的理想，又因加利亞正規軍對達爾克斯難民見死不救的事件，以及後來正規軍意圖使用國際條約中禁止的毒氣彈，因此離開無名部隊加入災厄烏鴉，之後為了理想而帶著敢死隊前去攻打加利亞公國的首都，打算引爆莉蒂亞託付給他的巨型戰車要塞「艾希德納」，但因克爾特的關鍵戰略發揮作用而宣告失敗後，體力用盡而死在克爾特的懷裡，無名部隊的成員們之後一度悼念他。
菲利克斯·卡烏利（Felix Crowley，聲：松原大典）
- 代號21。

天生具有領袖氣質，正義感強且表裡如一的男人，但對女性卻很遲鈍，又常因為說錯話而不得女性歡迎。原屬正規軍，因為對無能的長官意見過多而被視為抗命，最後被送到無名部隊。
阿爾馮斯·歐克雷爾（Alphonse O'Clair，聲：松本考平）
- 代號11。

貴族之家出身，因為無法適應貴族生活而離家從事偵探之職，具有卓越的情報搜集與推理能力，最後由於在軍中盜取個人情報而被送到無名部隊。自稱加利亞之隼，跟蕾菈很合得來，即使面對她的胡來也能瀟灑地反擊。
蕾菈·皮爾羅尼（Leila Peron，聲：莊司宇芽香）
- 代號23。

《戰1》第七小隊隊員荷馬的姊姊，具有強烈的支配慾以及不受他人影響的剛直個性，是名散發著女王般氣質的美女，過去因為修理了意圖對女兵出手的少校，對方事後醒來因畏懼她而不敢將其處置，只好將她送到無名部隊。生平目標是重新教育世上所有沒用的男人，藉此建立和平的世界。
戴托（Deight，聲：橋詰知久）
- 代號56。

達爾克斯族人，少年時代因為常挨揍所以對疼痛的忍耐力非常強，因為身為達爾克斯人的關係而被送到無名部隊，由於此事的打擊而使其封閉心靈，無法和隊員坦誠以對，個性沉默寡言，但常因為把自己情緒直接說出口而容易與他人起衝突。
有一名妹妹，在斷章時確認其已死亡。
塞爾卓·李貝特（Serge Liebert，聲：河本啟佑）
- 代號45。

槍法非常優秀的前正規軍王牌級士兵，但卻患有不治之症，由於對自身病情絕望，希望能光榮戰死沙場而非患病身亡，而自願請調到無名部隊，在戰鬥中常做出過度積極的不要命行為，因克爾特到來之後開始有所改變，最後有了希望能一直活下去的想法，似乎沒有因病過世，還參加了克爾特與莉艾拉的婚禮。
艾咪·阿普爾（Amy Apple，聲：津田美波）
- 代號15。

無名部隊當中最年輕的隊員（15歲），做事認真愛照顧他人，甚至被庫羅利亞評為優秀的媳婦人選。由於聽說無名部隊的薪水比較高，為了賺錢養家自願加入無名部隊。身高149公分，但本人對外宣稱有150公分。
安妮卡·歐考特（Annika Olcott，聲：丸山未沙希）
- 代號24。

活力充沛又愛鑽研武藝，個性純真正直的少女，因為被流氓糾纏而痛揍他們，最後被以「防衛過當」的罪名編入無名部隊，但因為可以和強敵戰鬥的關係，所以本人對於這件事沒有什麼不滿，曾經視伊穆卡為勁敵，之後與伊穆卡在競爭的過程中培育出了奇妙的友情。
裘利奧·羅索（Giulio Rosso，聲：会一太郎）
- 代號32。

以成為廚師為目標而努力的男子，過去是正規軍的伙房兵，因為多次擅自動用軍方的儲備糧食而被調到無名部隊，認為「料理是帶給人們幸福的東西」。
庫羅利亞·達列爾（Gloria Darrell，聲：池田千草）
- 代號03。62歲。

無名部隊年紀最大的隊員，無名部隊資歷第二長的隊員，視伊穆卡為前輩，講話帶刺但很會照顧人，尤其是對女性隊員。在黑社會很有人脈與聲望，被送往無名部隊的理由則是走私武器的嫌疑，以及一大堆各式各樣的罪狀。
身體能力看起來不像高齡老婦，能將反坦克火箭砲單手舉起外，還能將其當成狙擊槍一般使用，戰鬥方式極為老辣。
瓦蕾莉·艾因茲雷（Valery Aynsley，聲：佐々木愛）
- 代號12。

原本是與威爾金同所大學的年輕助理教授兼歷史學家，能冷靜地以中立角度與觀點看待事物，有著偶爾會太過熱衷研究而忽略周圍情況的個性。過去因為擅自前往禁止進入的遺跡考古而被送進無名部隊。因為她的研究可能會揭露皇室並不是瓦爾裘利亞末裔的秘密，甚至會危及到國家元首歌迪莉亞公主的地位。
卡莉莎·康贊（Carisa Contzen，聲：佐々木愛）
- 代號63。年齡不詳。

超級毒舌派，因為經歷過貧困的少女時代而對金錢非常地執著。身為422部隊的物資補給兵，隊員們的制服在外觀上之所以會有差別，也是出自於她的興趣，似乎以軍人的身分經歷過第一次歐羅巴大戰，但外表卻異常的童顏，根據本人的說法則是：「在過了20歲之後就停止計算自己年齡了。」
《戰3》劇情後期，軍方以毒氣兵器的管理失職為理由而將她送往無名部隊，接替離隊的古斯格為無名部隊的戰車長，設定集中說明克爾特與莉艾拉舉辦婚禮時，為了他們兩人而砸下大筆資金籌辦。

#### 補充隊員
艾達．安索格（Ada Ansorge，聲：丸山未沙希）
- 代號16。

原為刑警，是個為了逮捕罪犯塞德利克甚至不惜採取非法手段的刑警，後來得知塞德利克加入無名部隊，因此自曝己身所犯的罪行而順利入隊。由於不希望看到塞德利克光榮為國犧牲，為了讓他死於法律制裁而努力保護他的緣故，在多次生死戰鬥中兩人逐漸建立起孽緣般的奇妙感情，然而就算是戰爭結束後，她仍未放棄逮捕他。
伊爾馬利．賈索特（Ilmari Gasotto，聲：森岳志）
- 代號17。

因為睡過頭錯過征兵時間而被移送到無名部隊，總是一副懶洋洋的模樣，但對音樂有著特別的愛好，曾經是加利亞著名音樂學校的學生，擅長演奏樂器。另外，對莉艾拉極有好感，甚至到了願意為其犧牲性命的程度。
艾利歐特．奧茲（Elliot Oates，聲：橋詰知久）
- 代號18。

原義勇軍，外表看似高級的紳士卻是個騙婚慣犯，對於欺騙他人沒有半點罪惡感，因為對長官看上的女兵出手而被送到無名部隊，據說在此之前曾對100名以上的女性出手過，其實他真正在意的女性是少年時代所認識的女孩，但因為女方家人反對而使得雙方被迫分手。
芙蕾德里嘉．利普斯（Frederica Lipps，聲：津田美波）
- 代號19。

以售賣情報為主業的情報販子，掌握了各國政府與軍方秘密的間諜，因為工作加入義勇軍，後故意犯下擾亂風紀的軍規而藉此加入無名部隊以避開追查，在無名部隊時代收集到的情報讓她在戰後得到了可觀的財富。另外，對鬼怪之類的東西頗為恐懼，有著害怕晚上獨自一人睡覺的秘密弱點。
塞德利克．德雷克（Cedric Drake，聲：小原雅人）
- 代號25。

足以在加利亞歷史上留名的超級罪犯，名字甚至會被母親拿來嚇唬小孩，但作為一名士兵卻十分優秀，具有極佳的射擊技術與回避能力，腦筋也很靈光。被逮捕後為了得到特赦而進行認罪協商，之後被派來無名部隊，本人的說法是想看看殺多少人才能讓自己成為英雄，最後自己爆料說賽德利克這個名字其實也是假的，並以「我就是我」一言搪塞過去。
吉潔兒．富雷明（Gisele Fleming，聲:照井春佳）
- 代號26。

因縱火罪被流放到無名部隊，幼年時因為特別高超的智能而沒有對等來往的朋友，因而將火燄當成一起遊玩的同伴。個性沉默寡言，不太顯露出自己的感情，因為獄中生活的經驗讓她對別人的事毫不關心，吃到難吃得要死的軍中食物也不會皺一下眉頭。
瑪露姬特．拉瓦利（Margit Ravelli，聲：池田千草）
- 代號33。

軍人名家出生，《戰1》達蒙將軍的親戚，自尊心極高的千金小姐。藍席爾王立軍官學校畢業的前正規軍少尉，因指揮不當導致軍隊不斷敗退，最後被流放到無名部隊，但本人認為是隊伍的失誤所致。另外有重度路癡屬性，容易迷路。
克拉莉莎．卡拉漢（Clarissa Callaghan，聲：照井春佳）
- 代號46。

原正規軍的衛生兵，由於外表與個性的關係，野戰醫院服役時代在男性士兵間有著相當高的人氣，因為在治療某位帝國士兵時與其情訂終身，更因為私自放走他而被流放到無名部隊，在戰後與該帝國士兵重逢。
角色造型為女主角莉艾拉的原型設計。
扎哈爾．阿隆索（Zabar Alonso，聲：森岳志）
- 代號57。

原為菲拉特王國的將軍，在國家被帝國吞併後為了復興祖國而加入加利亞義勇軍，卻因為酗酒問題被送到無名部隊。自稱是帝國軍三星之一的葉格之前長官，不過不曉得是真有此事還是本人的吹噓。
日向真（Shin Hyuga，聲：小原雅人）
- 代號58。

從遠東地區出生的異國兵，因為出身問題而被編入無名部隊，為人一本正經，因為受到母國的影響而認為男人沉默是種美德，但也有喜愛四季變化與自然美的一面，只是在軍中沒什麼機會展露，對於收留自己的加利亞抱持著謝意，對主君歌迪莉亞公主的忠誠更甚於加利亞人。

#### 正規軍
拉姆傑·克羅（Ramsey Crowe，聲：石川英郎）
- 無名部隊的上司

對軍部毫無忠誠心，加利亞公國邊境三等貴族的子嗣，喜歡酒和女人的不良中年大叔。看起來懶懶散散的他卻有著很高明的觀察力與思維，對於戰況非常瞭解，總能在正確的時間點將無名部隊投入正確的戰場，但由於外人看不出來這一點的關係，因此他的能力並未受到正面評價，而表面上的不良其實是本人刻意養成的偽裝，據說是為了低調而能更方便生存於軍中，比較不會被有心人士針對。
他同時也是一名愛才的將領，因匿名的密令多次使無名部隊置入危險的處境，而與其他將領開始對軍中高層有所起疑，經過暗中調查後才發現艾斯拉與帝國勾結，並秘密召回無名部隊發動軍體系政變，逮捕了艾斯拉後將其送往軍法審判，且將所有的證據提供給加利亞公國，使公國方面重新評估422部隊，因此422部隊全員得到了無條件特赦。
加利亞與帝國的戰爭結束的前夕，從艾斯拉的遺留資料中發現了能源地圖兵器「女武神鐵鎚」的存在，命令克爾特前去將其摧毀，但克爾特此時提出了422全員退伍並自願除名、捨棄國籍的方針，因此也明白了克爾特等人的決心，事後向軍方申請了無名部隊的全體因公殉職的證明文件，促使克爾特等人成為了真正的無名英雄。
故事結局中，除了他以外，沒有人知道無名部隊的真相。
卡爾·艾斯拉（Karl Eisler，聲：掛川裕彥）
- 加利亞正規軍少將

為了避免祖國滅亡而與帝國私通，也是將主角克爾特送入無名部隊的元凶，希望他戰死而常派無名部隊前往高度危險的戰場，但最後也因為過度針對無名部隊而導致與帝國勾結的事跡敗露，遭到軍事法庭審判後入獄。

### 東歐帝國聯合

#### 災厄烏鴉
隸屬於帝國軍加利亞戰線的特種游擊部隊，全由達爾克斯人所組成，隊員則是由身為隊長的達哈烏上尉自行召集，由於帝國對達爾克斯的迫害與歧視，因此這支部隊並非正式編制，隊員的階級也只是形式，實際上的地位甚至比一般士兵還要低下。
通常是單獨行動，除了少部份軍官以外，多數的帝國軍將校不會去考慮這支部隊的戰力，但實際上隊員的戰鬥能力與實戰經驗均相當優秀，隊員有著與正規軍不太相同的武裝，又因為服裝以黑色為主，因此被稱為災厄烏鴉，擅長暗殺與執行秘密任務。
正式登場時展現了極其硬核的實力，因任務性質與422部隊雷同，使得兩方多次激烈交鋒，最後因達蒿暗殺教皇所致，該部隊正式被帝國除名，被列為叛亂組織，促使達蒿準備啟動能源地圖兵器「女武神鐵鎚」與帝國進行談判，之後與趕來的無名部隊進行最終決戰，兩個部隊同樣從歷史上被抹殺，但最終卻走向了不同的路，最後這支部隊被無名部隊完全殲滅，之後，沒有人知道這支部隊的生死與否。
達哈烏（Dahau，聲：山寺宏一）
- 災厄烏鴉的三將之一，部隊指揮官，上尉。

具有優秀的戰略眼光，絕不打沒有勝算的仗，因此被稱為不知敗北為何物的男人，個人戰鬥力也不俗，擅長用反坦克砲與機槍。
為了建立達爾克斯人的獨立國家而替帝國軍戰鬥，但也有許多根據自身判斷而獨立行動的狀況。雖然表面上是忠於帝國，實際上真正的意圖是想在達爾克斯人的故土建立一個達爾克斯人的國家，使達爾克斯族宣告獨立。
因帝國皇太子馬克西米利安的殉職，帝國之後宣布全面投降，他趁帝國與加利亞公國簽署和平條約之前，殺死了教皇，搶奪能源地圖兵器「女武神鐵鎚」，打算以此為基礎，宣布達爾克斯族獨立並建立國家後統一世界，後遭到無名部隊的阻止而戰敗，最後在思念亡妻的憾念下戰死。
莉蒂亞·亞古提（Lydia Agute，聲：久川綾）
- 災厄烏鴉的三將兼兩位副官之一。

監視達哈烏的一舉一動，災厄烏鴉裡唯一一位非達爾克斯人的女官。小時候曾經是被教團設施收留並養育的孤兒，因此對自己不具真正家庭意義的姓氏非常厭惡。
偏於後勤指揮，坐擁一台巨大無比的重裝戰車要塞「艾希德納」，一度讓無名部隊苦戰不已。
對於古斯格的投奔極其不信任，直到古斯格將她從教皇派來的刺客手中救下她之後，使她對古斯格改觀，不久後發現自己已經愛上古斯格，最後為了古斯格而自願留下來抵抗無名部隊，但完全不敵，而決定自爆戰車身亡。
吉格（Zig，聲：入野自由）
- 災厄烏鴉的三將兼兩位副官之一，中尉，三將中最年輕的一位。

對達哈烏的思想有所認同，正值青少年期的達爾克斯人。為人正直卻又很頑固，充滿勇氣卻又很冷靜，個性總是明朗快活，達哈烏曾稱讚他可說是達爾克斯人的代表。
戰鬥實力極其強悍，是災厄烏鴉的王牌輸出手，爆劍兵種出身，隨身帶著一把大型爆劍，甚至有一人砍爆多台戰車的誇張紀錄，在對上無名部隊之前已經有無數加利亞軍人死在他的劍下，卻也因好戰的性格而不慎戰死。

### 尤古德教
杰納羅·波魯吉亞（聲：田中秀幸）
- 尤古德教的樞機主教，提倡「瓦爾裘利亞救世說」。

在第一次歐戰後深受苦於戰爭的平民百姓支持。表面上是德高望重的宗教領袖，實際上卻希望戰爭延長以吸收更多的信徒，因此任何可能在短時間內終結戰爭的人物均被其視為必須除去的障礙，帝國皇太子麥斯米蘭與《戰1》主角威爾金均為其意圖利用災厄烏鴉除去的對象，但是前者因為達哈烏為了達成自身目標而故意不進行暗殺，後者則因為雙方交戰的結果而讓達哈烏撤退。
《戰3》後期意圖使用大規模殺傷武器「女武神鐵鎚」延長戰火，然而武器控制權最終被達哈烏搶走，自己也遭到達哈烏槍殺。由於過去見不得光的所作所為並未曝光的緣故，死後仍被一般民眾視為逝去的聖人。

## 戰場女武神4
本作的故事背景於第一作與第三作之後的劇情發展，加利亞與帝國在達成停戰協議之前，位於歐洲大冰洋的兩國部隊還未停止戰爭，而由某個不為人知的小隊經由於大冰洋決戰後，阻止了這波大型戰亂的故事，戰後統計兩軍的士兵、民眾的死亡人數超過1000萬人。

### 大西洋聯邦機構

#### E小隊
庫羅德·沃雷斯（聲：金本涼輔）
本作主角，愛丁堡軍第101師第1戰鬥旅第32機甲師團E小隊的隊長。兵科是戰車長。軍階為中尉。
熱血並擅長照顧人的性格。
原本個性膽小，一開始無法好好控制拉茲等隊員，後來因成長得到小隊的認可。
在進軍途中偵察到為進攻故鄉加利亞準備彈藥補給的帝國軍補給基地，並率隊將其攻陷，但卻因此耽誤了與F小隊的會合，令F小隊在遭遇帝國軍戰車隊攻擊下孤立無援，死傷慘重。
在登上「百夫長號」雪上巡洋艦後正式由中尉擢升至上尉，並由摩根艦長授與百夫長號的護衛部隊指揮權。
與帝國軍戰車隊「奧斯柏夫」多次交鋒，並因每次都使出精彩的戰略將其擊敗而深受對方隊長克勞斯·沃爾茲的欣賞，並被其稱之為「命運之人」。
在摩根艦長受傷後，被摩根艦長交付百夫長號總指揮權，並得知有關安潔的秘密，以及「天鵝座作戰」的真正目的，在其後的作戰中作出了不少痛苦的抉擇。
在百夫長號正面突破至非常接近帝國首都「舒瓦茨古拉德」之際，在航行路線的前方出現了一大片霧凇，他判斷繞道前進會遭受帝國軍的埋伏而下令強行突破，卻因此中了弗爾賽設下的陷阱，被一大片高壓電磁纜線織成的電網擋住前路，後路又出現大批伏兵，陷入了進退兩難的死局。弗爾賽遂透過無線電警告在一小時內投降交出船艦，否則將射殺艦內全體人員。
在與海軍要員們的緊急會議中提出了一個作戰計劃：派兩名隊員突破到發電裝置所在位置並將其破壞，以暫時截斷電網的高壓電。順利的話百夫長號將會高速突破電網前進，但亦因此，百夫長號將不能回收負責作戰的兩名隊員，意味著出戰的兩名隊員急定會犧牲。本來經一番討論下決定不會採取這個計劃，但計劃的一部分卻恰巧被前來鼓勵的拉茲聽到，在得知一切後更聲稱要擔負起這個重任，庫羅德極力阻止不果。
作戰前庫羅德向拉茲坦白，他很討厭自己，原因是自己在想到這個必需要有人犧牲的作戰計劃時，第一個想起的隊員竟然就是拉茲。然而拉茲卻表示對他的選擇感到十分光榮，並更堅定地表示會完成這個作戰計劃。作戰完成後拉茲身受重傷，透過無線電中與凱伊道別後，無線電便傳出一陣槍聲。庫羅德聽見後即時大喊拉茲的名字嚎哭起來。
在百夫長號攻入帝都後，他命令艦上全體人員疏散，在蕾莉陪同下準備啟動A2炸彈炸毀帝都。然而此時卻傳來緊急通訊，聯邦與帝國已簽訂停戰協議，作戰立即停止。經過一番內心掙扎後，庫羅德總算放棄引爆。
在最終決戰後趕到百夫長號動力爐，眼見蕾莉和安潔倒下並被大火包圍，他終於覺悟不再退縮，毅然步入火中將二人救出。
戰後回到故鄉加利亞擔任米拉商會的廠長，與蕾莉一同工作。
在星之子祭典當日向蕾莉求婚成功。
蕾莉·米拉（聲：東山奈央）
本作女主角，第32機甲師團火砲支援中隊所屬。兵科是擲彈兵。負責研發的技術少尉，性格樂觀不害怕失敗。
小時候親眼看見米拉商會的工廠遭到伯格率領帝國軍突襲並搶走技術，全家人都葬身火海，只有她原本想救家人卻被庫羅德攔下，蕾莉從此對庫羅德當時見死不救的行為心有芥蒂，也導致她非常怕火。後來因北十字星作戰而重逢後，更表現出極度輕蔑的態度並稱呼他膽小鬼，直到庫羅德在戰爭中展現了自己的改變後才對他改觀。
為了向帝國復仇，將父親阿爾貝特生前中止的拉古耐特內爆技術研發完成後，交付文蘭合眾國來研發兵器。
在艦上偶遇安潔，以為她是被救上船的難民之一，十分照顧她，知道她失去記憶後更決定要給她創造很多快樂的回憶。
後來得知安潔其實是由她交付給文蘭合眾國的拉古耐特壓縮技術所創造出來的「女武神」，並得知安潔除了要作為動力爐提供動力予「百夫長號」外，更要在攻入帝都後作為A2炸彈炸毀帝都。對此她感到痛苦又懊惱，質疑自己當日為向帝國復仇而將研究成果交付聯邦的決定是否正確。
最終決戰時為停止安潔的引爆操作而潛入百夫長號，卻遭遇妮可萊，與她互轟後兩敗俱傷，強忍痛楚前去拯救安潔，最後抱著安潔不支倒地，被庫羅德救出。
戰後回鄉與庫羅德重新經營米拉商會，並在星之子祭典當日接受了庫羅德的求婚。
拉茲（聲：中井和哉）
E小隊分隊長。受迫害的民族達爾克斯人，沒有姓氏，兵科是突擊兵。
幼時原本和庫羅德感情很好，海芬事件後與青梅竹馬加入聯邦軍隊後，卻因為達爾克斯人的身分受到排斥，而身體能力與膽識皆不如他的庫羅德卻能進入軍官學校，認知到現實而感到不滿的他，在前期劇情中強烈反對庫羅德當上指揮官，上戰場後更三番兩次自行突擊害得整隊陷入危機。但在一次擅自行動導致凱伊受傷後，性格便漸趨沉穩，後期凱伊對他坦承自己的背叛後，趁機向暗戀已久的凱伊告白。
百夫長號進攻帝都時，為突破弗爾賽設下的發電網，拉茲自願犧牲，與一名同伴攻擊發電站，成功停下電流後卻因身受重傷而無法逃跑，用無線電與凱伊等人告別後，便被帝國援兵掃射而死(但是關卡全破後去醫務室買特別斷章改變劇情發展的話可以救回來)。
凱伊·舒倫（聲：坂本真綾）
E小隊分隊長，23歲，加利亞公國海芬出身，軍銜為上士，兵科是狙擊兵。
擁有「一彈一殺(one shot killer)」別名的天才狙擊手。平時沉默寡言也不太親切，但同時眼神中似乎蘊含了某種強烈的意志。
本名為莉娜˙舒倫，但因為哥哥的請求，而冒名頂替他進入軍隊，軍籍註記男性，起初讓被託付照顧她的庫羅德和拉茲非常頭疼，穿著的軍服夾克也因為是尺寸不合的男裝，而導致她看起來像是披了披肩。
然而實際上她之所以加入軍隊，是哥哥弗爾賽派她作臥底。登上百夫長號後，與弗爾賽通信告知了天鵝座作戰艦隊的位置，結果讓天鵝座作戰艦隊遭到「捷克斯歐爾」攻擊。
身負背叛同伴的莫大罪惡感無法面對而變得冷淡寡言，終於在拉茲追問之下忍不住淚水，向他坦白一切，拉茲趁這個機會向她表白愛意，並說無論她做錯了甚麼也好、怎樣也好，也會在她身邊保護她。突如其來的告白令凱伊感到一絲釋懷，並在之後親吻了拉茲。
在突破發電網作戰時得知拉茲要出戰而要求跟隨，但拉茲卻說因為她不會去，自己才放心作戰。在作戰成功後凱伊才知道拉茲不能回艦，透過無線電與拉茲最後交談了幾句後便聽到一陣槍聲，因而傷心欲絕。
之後對哥哥弗爾賽犧牲無辜平民的做法感到不滿而與他決裂，並在警告不果後親自對他開槍。弗爾賽臨死前才道出自己與安潔的往事，令凱伊不禁傷痛不已。
在攻入帝都後遇見帝國中校克勞斯·沃爾茲，並從他口中得知弗爾賽的願景是與凱伊和安潔三個人一起生活，而在戰後凱伊總算達成了哥哥這個願景，與安潔一起生活。然而她的心中仍然十分掛念著拉茲。
彌涅耳瓦·維克托（聲：早見沙織）
軍銜為先任中尉。原機甲師團F小隊隊長兼小隊指揮官，現任為E小隊副指揮官。兵科為偵察兵。
雖然軍階比庫羅德稍高，亦是庫羅德的前輩，但卻深明庫羅德比自己更具指揮才能，因而堅定地將他視為競爭對手。
在大冰洋行軍中遭遇「奧斯柏夫」戰車隊的突襲，在孤立無援下，F小隊一眾隊員為了保護她而浴血奮戰，最後幾近全滅，只有她跟羅納度倖存。及後E小隊才到來並目睹了屍橫遍野的境況，她將一切責任歸咎於遲來的庫羅德身上，並聲言此生不會原諒他。
在登上百夫長號後拒絕接受護衛部隊指揮權，並推薦由庫羅德負責。其後與F小隊戰車長羅納度·阿爾比一同納入E小隊繼續作戰。
令她捨棄作為隊長的尊嚴、不顧一切也要跟隨庫羅德作戰下去，即使被嘲笑也沒有關係，支撐著這一切的，全是對帝國的仇恨及為F小隊報仇雪恨的心願。
戰役中後期一直鞭策著庫羅德，並每每在他陷入迷惘苦惱之際出言警醒他。
在攻入帝都後對突如其來的停戰協議無法接受，並對停手不打算啟動A2炸彈的庫羅德極為憤怒，將槍口指向他，並把他推開打算自己引爆炸彈，後在他一番說服後終於放棄。想起F小隊眾人的犧牲白白浪費，不禁跪地痛哭。
戰後繼續從軍，立志要洗刷過去領隊遭全滅的污名，並以重建F小隊為目標努力著。
麥爾茲·亞貝庫（聲：岡本寬志）
軍階為中士。E小隊戰車駕駛員與維修員，擁有天才般的戰車操控技術，尤其模擬戰的戰績相當彪炳。
為人認真，態度平靜，但也有容易激動、沮喪的脆弱一面。
興趣是攝影，有一台照相機，時刻拍下E小隊寶貴的回憶。
戰後一方面幫助庫羅德重建米拉商會，另一方面也在思考怎樣運用自己對攝影的興趣來創一番事業。
丹·班德烈（聲：江川央生）
軍階為中士。E小隊戰車駕駛員與維修員。30歲。
深愛戰車與裝甲車，沒有特別的話便會坐在愛車內，睡覺也不例外。最討厭別人碰他的愛車。
雖然不愛多話，但當看見陷入煩惱的士兵，仍會樂意主動開口提供建議，亦會談談人生的話題，因此深得不少隊員的信賴。
信念非常堅定，一旦駕駛著戰車，即使拼了老命也會將隊員安全送到目的地。
因為對戰車的愛太深而被從前的戀人拋棄，至今在愛車上仍然擺放著她的相片。
羅納度·阿爾比（聲：谷昌樹）
軍階為少尉。F小隊戰車長兼維修員。20歲。
對彌涅耳瓦絕對信賴及忠誠，並不想服從她以外的人。
縱使為人慣於抑壓感情，但在F小隊滅亡一役後終抑壓不住，終日悲嘆。
卡蓮·斯奇亞特（聲：齊藤佑圭）
軍銜為下士。E小隊醫護兵。17歲。
本應進到醫校念書，但為幫補家計志願當隨軍護士。
專業外科，擅長縫合傷口，但不擅長藥學。

#### 愛丁堡海軍百夫長號船員
羅蘭德·摩根（聲：池水通洋）
愛丁堡海軍上校，雪上巡洋艦百夫長號艦長，52歲。具有豐富的海戰經驗，過去曾失去過整個艦船與其上的船員，因此對於部下相當嚴厲。天鵝座作戰後期為了拯救騎士號，導致百夫長號遭到克萊瑪麗亞攻擊，自己也身受重傷。事後對庫羅德說明天鵝座作戰的實際內容與安潔的秘密後，將百夫長號指揮權交給他。
布萊恩·哈道克（聲：桐本拓哉）
愛丁堡海軍中尉，百夫長號的航海長。26歲。
海軍至上主義者，稍為有點瞧不起陸軍。然而經歷了與庫羅德一起作戰的日子，逐漸對他的能力表示肯定。
跟隨摩根艦長征戰多年，視他為永遠超越不了的偶像。
興趣是栽種植物，在房間內擺放了不同的盆栽。願望是有朝一天能過上和平生活的話，可以擁有自己的花園。
瑪莉·佩內特（聲：牛田裕子）
愛丁堡海軍上士，百夫長號的通訊士。年齡不詳。
穩重大方，勤奮工作，擅長料理打掃，在艦內有如大姐姐一樣的存在。
曾有過未婚夫，可惜在戰爭中逝世，至今仍然戴著他所贈的戒指作為護身符繼續奮戰。
盧芙（聲：下地紫野）
愛丁堡海軍中士。百夫長號的測量士。18歲。
憑藉才幹從愛丁堡海軍訓練學校跳級畢業繼而參軍，擅長使用最新型號的儀器。
說話刻薄無情，除了瑪莉外想和她交流的人不多。和瑪莉感情很好。
其實她的說話方式源自海軍訓練學校的教官。她誤以為教官罵人的態度就是海軍中應有的態度，因此便仿效起來，現在變成了習慣。
安德烈·朱諾亞（聲：青森伸）
軍銜為上尉。百夫長號的輪機長。56歲。至今接近服役海軍30年。
技術深厚紮實，令人信賴，對下屬很嚴厲，在艦內有如父親一樣的存在。
雖然不會說出口，但其實很認同蕾莉的優秀技術。
賽爾吉歐·馬斯裘拉（聲：高塚正也）
軍銜為軍醫中尉。35歲。體格比很多士兵都要壯健。
平常很溫柔，生氣時很恐怖，會將逃避治療的士兵抓住綁在病床上。
安潔莉卡·法納比（聲：佐倉綾音）
聯邦一方的女武神，原本只是普通的平民女孩，接受並通過了適應性測試，以給爸爸錢和弟弟妹妹能接受教育作條件，簽下研究計劃同意書，成為百夫長號的動力來源。
在被護送途中認識到負責護送她的凱伊(弗爾賽)，凱伊企圖趁亂救出安潔及其他少女但最終失敗，左腳中槍受傷，安潔不顧他的勸喻堅持留下照顧他，成功幫助他成功逃脫。這事也令凱伊立定決心要加入帝國軍擊敗聯邦，並拯救出安潔。
當百夫長號在大冰洋被克萊瑪麗亞重擊時，安潔因為艙門意外打開而走了出來，躺在船艙中睡著時被庫羅德與蕾莉發現，醒來後由於失去記憶，因此除了姓名以外什麼都不記得，之後為了製造更多快樂的回憶，非常執著於要幫忙船員，多次在醫務室、餐廳與輪機室等地來回，其實是想和大家創造回憶。由於她的率真可愛，加上天真開朗的個性所致，而得到眾多士兵的喜愛(尤其是蕾莉)，甚至連身處帝國一方的克萊瑪麗亞也不禁想要保護她。
安潔之後還是非常苦惱於如何恢復記憶，這時她突然感應到克萊瑪麗亞的力量，便趁著E小隊出動搶奪物資時，與拉古耐一同前往會面，然而克萊瑪麗亞僅暗示了她的身分便讓她回去，掩護她安全離開。事後因眼見艦長等船員受重傷而終於回想起自己的使命，留下一封信在蕾莉的房間後便回到動力爐。
終章時被伯格連同百夫長號一同被抓去做實驗，在即將自爆之際，被蕾莉救出。戰後與凱伊一同生活。

### 帝國科學院特務實驗部隊 X-0「捷克斯歐爾」
克萊瑪麗亞·萊文（聲：尤加奈）
隸屬帝國科學院特務實驗部隊X-0『捷克斯歐爾』。軍銜為特務上尉。24歲。擁有驚人的能力，連戰車都能一擊破壞的「女武神」，她總是與暴風雪一同出現、離去，因此在戰場上留下「暴風雪魔女」的傳說。身旁跟著一頭名為「芬里爾」的狼，是她在實驗設施時期認識的朋友。
雖然力量極強，但因缺乏自控的能力而經常導致力量暴走，因此被稱為「失敗作」。
與安潔有一面之緣，因對方的個性而令她起了憐愛之心，她為了保護安潔，而對於安潔下了恢復記憶的暗示後並掩護她回家。
十分渴望被需要被認同，很怕寂寞，遇上克勞斯·沃爾茲後被他猛烈追求，縱使口裏不承認，但其實已漸漸愛上他。
與E小隊的冰洋決戰中目睹沃爾茲戰車「火山號」被擊毀起火，認為沃爾茲已死，頓時萬念俱灰，引發出毀天滅地的暴風雪，E小隊立即撤退，場面幾近失控，這時沃爾茲出現抱著她然後倒下，雖然沃爾茲沒有死，但也傷勢不輕，她為救沃爾茲奮力伸手想將手中權杖的核心掙掉，但力氣不夠，這時沃爾茲起來用盡力氣終於將核心掙脫，暴風雪才總算停止。一段時間後，沃爾茲醒來，由她攙扶下，二人一起回到屬於他們的「家」。
戰後，與沃爾茲及芬里爾過著和平的生活。
克勞斯·沃爾茲（聲：東地宏樹）
帝國軍第520戰車大隊「奧斯柏夫」隊長，31歲，軍銜為中校，愛車為一台行動快速的戰車「火山號」。性格不拘小節，認為凡事只要有趣就好，但對於直覺認定是大事的事情，就會徹底堅持，具有極高戰略智商，其能力強悍到多次將E小隊逼至絕境。為帝國貴族沃爾茲家的旁支，幼時喪母，在貧民窟內長大，嚐到了各種甜酸苦辣，成年有著守護祖國的強烈信念。
齊格瓦爾會戰時正面對上了庫羅德率領的E小隊，一戰過後因為欣賞庫羅德的戰術，而開始稱呼庫羅德為"Femme fatale（命運之人）"並鍥而不捨地追擊著。冬季來臨時更故意違反上級命令，往北穿過山岳地帶攻擊聯邦游擊兵團，消滅了包括F小隊等大部分軍力後，卻在襲擊E小隊時遭遇從未見過的聯邦雪上巡洋艦「百夫長號」砲擊，幾近全軍覆沒。事後雖向上級報告，然而參謀部卻完全不相信有戰艦能穿越冰湖，更將抗命的沃爾茲下放補給部隊，而奧斯柏夫也面臨解散的命運。
特務實驗部隊X-0『捷克斯歐爾』主管伯格看中沃爾茲的才能，在伯格威逼利誘之下，沃爾茲為保著奧斯柏夫的一眾部下，只能接受邀請加入「捷克斯歐爾」部隊，伯格更給予他解決E小隊的重任。但即使沃爾茲不信任伯格，他仍然願意視弗爾賽等部隊成員為同伴，並親切地稱呼克萊瑪麗亞為「公主」，芬里爾為「騎士」，縱使一開始對方絲毫不想理會他。後來更對隊伍內的冰山美人克萊瑪麗亞展開猛烈追求，然而卻總是被芬里爾阻礙。結果在大冰洋決戰E小隊時敗陣，所駕戰車火山號更遭擊毀起火。在找到克萊瑪麗亞時幾近力歇倒下，但為了救她而硬是起身破壞了女武神的權杖。醒來後被克萊瑪麗亞攙扶著，回到屬於二人的「家」。後來，帝國已經宣布和聯邦簽訂停戰協議，他也正式與"Femme fatale（命運之人）"庫羅德見上一面，甚至在百夫長號被伯格劫走時，將愛車「火山號」借給了庫羅德。
弗爾賽（聲：石川界人）
帝國科學院特務實驗部隊 X-0『捷克斯歐爾』的作戰參謀。軍銜為特務上尉。25歲。
本名凱伊·舒倫，加利亞人，與拉茲同時加入聯邦軍，後因頂尖的槍法與膽識而被司令部找來加入女武神的護衛部隊，但在與部隊前往前線期間，他卻發現這群少女都是聯邦成員國文蘭從女武神獵捕行動中抓來的，有許多少女因為受不了長期行軍與不人道的實驗而犧牲。弗爾賽在受不了良心譴責之下，引來帝國軍襲擊護衛隊，想要趁機救走少女們，結果帝國軍被擊退，他的左腳也在混亂中被打傷，其中一個小孩安潔為了救他，獨自跑去吸引護衛隊的注意，弗爾賽得以逃脫。
事後他要求妹妹莉娜頂替自己成為凱伊，混入聯邦軍當間諜，自己則因才能被伯格看上，加入了「捷克斯歐爾」。戰事後期多次阻擋天鵝座艦隊，企圖救出受困的安潔，想要帶她與莉娜一同逃亡至沒有戰爭的地方「三人一起過生活」。然而行動卻多次失敗，就連原本聽從自己的莉娜也痛斥他為了救安潔而殺害太多無辜民眾，在庫羅德、拉茲和蕾莉面前與他決裂。
百夫長號攻進帝都後，弗爾賽帶兵突入艦內，企圖救出安潔，卻在動力爐前被庫羅德等人攔下，隨後被莉娜以狙擊槍打傷，在央求庫羅德要保護安潔後，便失血過多倒斃於艙門前。
海因里希·伯格（聲：速水獎）
帝國科學院技術開發局局長。54歲。特務實驗部隊X-0『捷克斯歐爾』主管。順應帝國的要求，開發了各式各樣的兵器，是帝國科學院的領導人。貴族出身，其家族被帝國吞併，因此其實沒有半點對帝國的愛國心，加入帝國軍純粹為了無盡的研究資金及更好的研究環境。雙眼因長期受到實驗時的強光照射而視力不佳。
年輕時與阿爾貝特·米拉為好友，兩人曾一起做研究，但另一方面伯格其實對好友的天才感到十分嫉妒。後來阿爾在即將開發出拉古耐特內爆技術時突然凍結研究，並拒絕了伯格的加入帝國軍的邀請。深感不滿的伯格遂使部下放火燒毀阿爾的研究所，令阿爾和其妻子一同被燒死，是蕾莉的弒親仇人。
其實一心只想奪取阿爾的研究成果，並不是想燒死他。至今仍然間中會為此事感到悔疚。
戰事後期主導迎擊天鵝座艦隊的行動，想利用安潔與A-2炸彈完成阿爾的技術。百夫長號攻入帝都後，趁帝國與聯邦和談之際，以潛水艦拖走百夫長號進行實驗，並駕駛水陸兩用戰車「鮟鱇魚號」攻擊E小隊，但卻沒注意蕾莉趁亂進入百夫長號救走安潔，而自己也在戰車被擊毀後，打算讓趕來的妮可萊進行破壞百夫長號的下一步計畫，但因妮可萊的精神異常導致她啟動自爆機關，而連帶被捲入其爆炸中慘死，屍骨無存。
妮可萊·葛雷芙（聲：大空直美）
奇艾拉·羅西諾（聲：藤井幸代）
帝國科學院特務實驗部隊X-0『捷克斯歐爾』特務少尉，皆為20歲。
小時候被伯格收養，身體被調整成以戰鬥為目的強化人，兩人因此得到驚人的戰鬥力與強烈的忠誠心，但也導致她們的精神崩壞且性格嗜虐成性。表面上兩人情同姊妹，但私底下為了討伯格歡心，經常在戰場上競爭，且對彼此看不順眼。經常在言語上欺凌克萊瑪麗亞，常以「失敗作」稱呼她。
戰役後期多次帶兵攻擊E小隊，卻屢屢戰敗，於是伯格便對她們進行了最終調整，並在帝都最終決戰前對兩人下達了失敗就必須自殺的命令。最後奇艾拉在帝都廣場被擊敗後自爆身亡，而妮可萊則奉弗爾賽之命在百夫長號內追殺庫羅德，最後弗爾賽被殺，任務失敗的妮可萊遭遇前往拯救安潔的蕾莉，二人互轟，兩敗俱傷，這時的她已經因為戰鬥失利使得改造而留下的後遺症發作，本來就已經瀕臨極限的精神徹底崩壞，自知任務再次失敗的妮可萊前往救起受傷的伯格後，在精神異常的狀況下啟動兩棲戰車的自爆機關，與伯格一同葬身大爆炸之中。